# Алісія Родрігес
Алісія Родрігес Фернандес (ісп. Alicia Rodríguez Fernández; нар. 2 травня 1935, Малага, Іспанія) — мексиканська акторка, письменниця та громадська діячка.

## Життєпис
Народилася 2 травня 1935 року в місті Малага, Іспанія, в родині професора Марсіаля Родрігеса і Глорії Фернандес, де окрім неї було ще троє дітей — син Марсіаль і дочки Глорія і Асусена (також стала акторкою). У ранньому віці через Громадянську війну в Іспанії разом з родиною вимушена була емігрувати до Мексики. 
У 5-річному віці виграла конкурс на роль собачки Піпи у п'єсі «Піноккіо і Піпа у Дивокраї». У 7 років отримала запрошення зіграти ту ж роль в першому кольоровому мексиканському фільмі «Пригоди Кукуруччіто і Піпи», заснованому на однойменній п'єсі. У 1946 році отримала кінопремію Арієль у категорії Найкраща роль у виконанні дитини-актора за стрічку «Таємниця старої діви», де зіграла одну з основних персонажок у дитинстві. У 1943—1953 роках виконала дитячі та підліткові ролі у 25 мексиканських фільмах. У 1971 році зіграла одну з другорядних ролей у фільмі «Єсенія».
Також збудувала успішну кар'єру в театрі, на радіо та телебаченні. Її фільмографія налічує понад 50 ролей у кіно та телесеріалах (у 1979 році виконувала роль доньї Елени Сальватьєрра у теленовелі «Багаті теж плачуть», та через участь в акторському страйку замінена іншою акторкою). Записала кілька альбомів з піснями та віршами. Здобула докторський ступінь з літератури в Національному автономному університеті Мексики. Є автором кількох книг, серед яких автобіографія «Дівчинка у вигнанні» (ісп. Una niña hacia el destierro).
Понад 30 років акторка очолює Міжнародний комітет Знамені Миру при ООН (Пакт Реріха). За свою миротворчу діяльність у 1997 році висувалася на Нобелівську премію миру. В її активі довготривала культурно-виховна акція «Разом ми будуємо світ», яка пропагує здоровий спосіб життя серед підлітків.

## Вибрана фільмографія
| Рік       |   | Українська назва             | Оригінальна назва                      | Роль                          |
| --------- | - | ---------------------------- | -------------------------------------- | ----------------------------- |
| 1943      | ф | Пригоди Кукуруччіто і Піночо | Las aventurasbde Cucuruchito y Pinocho | Піпа                          |
| 1943      | ф | Знедолені                    | Les Miserables                         | Козетта в дитинстві           |
| 1944      | ф | Таємниця старої діви         | El secreto de la solderona             | Фелісідад в дитинстві         |
| 1951      | ф | Дівчата в уніформі           | Muchachas de uniforme                  | Бланка                        |
| 1968      | с | Випробування кохання         | Cruz de amor                           | Інес де лос Монтерос          |
| 1970      | с | Єсенія                       | Yesenia                                | Марісела                      |
| 1971      | ф | Єсенія                       | Yesenia                                | Марісела                      |
| 1973      | с | Помічниці Бога               | Los que ayudan a Dios                  | Елена Касабаль                |
| 1977      | с | Ріна                         | Rina                                   | Марія Хулія                   |
| 1979      | с | Багаті теж плачуть           | Los ricos también lloran               | донья Елена Сальватьєрра #1   |
| 1983—1984 | с | Амалія Батіста               | Amalia Batista                         | донья Ана Мерседес            |
| 1985—1986 | с | Єдинокровка                  | De pura sangre                         | Беатріс Валенсія де Дуарте    |
| 1987      | с | Бідна сеньйорита Лімантур    | Pobre señorita Limantour               | Соледад                       |
| 2000—2001 | с | Обійми мене міцніше          | Abrázame muy fuerte                    | Консуело Рівас де Альварес    |
| 2007—2008 | с | Проклята краса               | A diablo con los guapos                | Рехіна Ласкураїн де Бельмонте |
| 2010—2011 | с | Тріумф любові                | Triunfo del amor                       | сестра Клементіна             |

## Нагороди та номінації
Арієль
- 1946 — Найкраща роль у виконанні дитини-актора (Таємниця старої діви).

TVyNovelas Awards
- 1986 — Номінація на найкращу роль у виконанні заслуженої акторки (Єдинокровка).
- 2011 — Почесна премія за кар'єрні досягнення.

Galardón a los Grandes
- 2011 — Почесний приз за кар'єрні досягнення.

Choca de Oro
- 2012 — Почесний приз за 50- річну кар'єру.